# Скорбут
Скорбут (лат. scorbutus) је болест која настаје услед дуготрајног недостатка витамина Ц (аскорбинске киселине) у организму, а испољава се променама у кожи, слузницама, везивном ткиву и зглобовима. Основне промене у хиповитаминози Ц су поремећаји у структури везивног ткива. Недостатак витамина Ц доводи до поремећаја у синтези колагена. Симптоми скорбута су веома изражена слабост, крварење из десни и испадање зуба. Крвављење се јавља и у кожи (тамноцрвене пеге), бутинама и потколеницама и другим ткивима. Болесници још пате од бледила, депресије и смањене покретљивости.
Кроз историју, скорбут је био чест међу морнарима, гусарима, војницима и другима који би дуго били изоловани од воћа и поврћа - примарних извора витамина Ц. Скорбут је први описао Хипократ. Џејмс Линд је први доказао да се скорбут може лечити агрумима. Своје експерименте је описао 1753. у књизи „Трактат о скорбуту“. Ова болест не напада већину животиња које саме синтетизују витамин Ц. Од ње обољевају људи, примати и пар других животиња.

## Етиологија и патогенеза
Скорбут настаје после дуготрајног недовољног уношења витамина Ц храном. Организам човека није способан да синтетише витамин Ц, те због тога мора да се уноси храном. Укупне количине витамина Ц у организму здраве одрасле особе крећу се од 4 до 5 грама. Пошто дневне потребе износе се око 1мг на килограм телесне тежине, те се резерве утроше за неколико недеља ако аскорбинска киселина престане да се уноси храном. Недостатак аскорбинске киселине у храни може да буде последица њеног разарања при кувању или чувању намирница. У току трудноће и у периоду лактације потребе за аскорбинском киселином се удвостручују и уколико се њено уношење не повећа могу се јавити знаци хиповитаминозе.
Патогенеза
Највећа концентрације аскорбинске киселине (витамина Ц) утврђене су у надбубрежним жлездама, јетри, слезини и мозгу. Витамин Ц игра значајну улогу у реакцијама интрацелуларног транспорта, омогућава хидроксилацију у многобројним реакцијама, биосинтези кортикостероида, одржавању фолне киселине у редукованом облику и у метаболизму тирозина. 
Основни поремећај у хиповитаминози Ц је у мезенхимним ткивима и испољава се недовољним стварањем међућелијске цементне супстанце од стране фибробласта, остеобласта и одонтобласта. Због тога је поремећено стварање колагена, остеоидног ткива и дентина. Недовољно стварање међућелијске цементне супстанце у зидовима крвних капилара узрокује њихову повећану пропустљивост, што се манифестује трансудацијом плазме и крварењем.
У дечјем скорбуту основни поремећаји се одигравају у костима. Они се испољавају недовољним стварањем остеоидног ткива. Зона окоштавања је танка, зато што недостаје остеоидно ткиво чије је стварање поремећено. Кортекс је истањен, коштане трабекуле су смањене, а крварења у периост су врло честа.

### Клиничка слика
Скорбут се испољава разним симптомима и знацима. Основне промене се налазе на деснима, зубима, кожи и костима.
- Десни су отечене и крваве. Крварења се јављају спонтано или на додир, најчешће при прању зуба. Зуби у деце се неправилно развијају, матрикс се слабо ствара а дентин је порозан.

- Кожа. Пропустљивост зида капилара коже је повећана услед чега се јављају петехијална крварења у кожи.

- Кости. Промене на костима се углавном јављају у деце. Те промене су последица претварања хрскавичавог матрикса у кост. Крварења се јављају у унутрашњости костију, на споју хрскавице и дијафизе, испод периоста.

Први симптоми и знаци у одраслих особа са скорбутом су малаксалост, брзо замарање и незаинтересованост. Отежано дисање, болови у мишићима, зглобовима и костима, нарочито ноћу јављају се касније. Ти поремећаји су удружени са хиперкератозом коже и петехијалним крварењима у њој, а нарочито око фоликула длаке. Кожна крварења су нарочито изражена на ногама и на местима изложеним притиску.
Биохемијски поремећај
Смањена концентрација аскорбинске киселине не може да се узме као критеријум за утврђивање хиповитаминозе јер се вредности у здравих особа крећу између 0 и 3 мг%. Као што је већ поменуто, витамин Ц делује каталитички у стварању хијалуронске киселине, главног састојка цементске међуендотелске супстанције зидова капилара. Услед смањеног стварања хијалуронске киселине, односно поремећеног стварања цементеске међуендотелске супстанције настаје појачана пропустљивост крвних судова и појава знакова хеморагијског синдрома (Центигил и сар., 1958). Различит степен анемије се јавља у болесника који болују од скорбута. Анемија је условљена губитком крви и поремећеним стварањем еритроцита у костној сржи услед недостатка витамина Ц.

#### Дијагноза
Хиповитаминоза Ц се доста тешко открива због тога што су промене на деснима врло често узроковане другим етиолошким чиниоцима: болести зуба, запаљењски гингивитис, тровање оловом, узимање лекова за лечење епилепсије (Дилантин и др.). Као помоћ у дијагностици служи чињеница да је слузница отечених десни у хиповитаминози Ц црвеноцијанотичне боје, док је у другим болестима црвене или непромењене боје. 
Хеморагијски синдром у кожи и слузницама у болесника с хиповитаминозом Ц треба да се детаљним испитивањем хемостазе и коагулације крви диференцира од других васкулних, тромбоцитопатских и коагулопатских хеморагијских синдрома. 
Лабораторијске карактеристике скорбута су позитиван Румпел-Ледеов знак и нормални резултати свих тестова хемостазе.

##### Лечење и профилакса
Скорбут се лечи тако што се у исхрану врати нормална количина витамина Ц. Терапија скорбута се састоји у оралном давању препарата аскорбинске киселине, 3x500 мг дневно. Аскорбинска киселина не мора се додавати парентерално јер се добро апсорбује из дигестивног тракта као припадник групе хидросолубилних витамина. Када се аскорбинска киселина даје интравенски, она се брзо излучује путем урина тако да је ефекат слабији него када се даје пер ос. Засићење организма се постиже брзо, јер је за то потребно око 5 грама аскорбинске киселине.
Превентивне мере у сузбијању хиповитаминозе Ц састоје се у здравственом просвећивању трудница у погледу правилне исхране одојчета одмах након рођења. Извесна опасност од обољевања прети новорођенчади јер термичка обрада млека уништава витамин Ц, али се он вештачки надокнађује. Данас је скорбут готово искорењена болест.